# Chinees Taipei op de Olympische Zomerspelen 2004
Chinees Taipei nam deel aan de Olympische Zomerspelen 2004 in Athene, Griekenland. De taekwondoka Chen Shih Hsin gaat de geschiedenis is als de eerste Taiwanees die een olympische gouden medaille won. Haar landgenoot Chu Mu-Yen won twintig minuten later de tweede gouden medaille voor zijn land.

## Medailleoverzicht
| Sport        | Olympiër                                     | Discipline    | Medaille |
| ------------ | -------------------------------------------- | ------------- | -------- |
| Taekwondo    | Chu Mu-Yen                                   | tot 58 kg (m) | Goud     |
| Taekwondo    | Chen Shih-Hsin                               | tot 49 kg (v) | Goud     |
| Boogschieten | Chen Szu Yuan Liu Ming-huang Wang Cheng-pang | mannen team   | Zilver   |
| Taekwondo    | Huang Chih Hsiung                            | tot 68 kg (m) | Zilver   |
| Boogschieten | Chen Li Ju Wu Hui Ju Yuan Shu Chi            | vrouwen team  | Brons    |

## Deelnemers en resultaten per onderdeel

### Atletiek
| Olympiër     | Discipline   | Resultaat | Prestatie |
| ------------ | ------------ | --------- | --------- |
| Wu Wen Chien | marathon (m) | 56e       | 2:23.54   |
|              |              |           |           |
| Hsu Yu-Fang  | marathon (v) | 57e       | 2:55.58   |

### Badminton
| Olympiër                       | Discipline     | Resultaat | Prestatie |
| ------------------------------ | -------------- | --------- | --- |
| Chien Yu-hsiu                  | enkelspel (m)  | 17e       | 1ste ronde: V van DEN Gade: 6-15, 1-15                                                                                    |
|                                |                |           | |
| Cheng Shao-Chieh               | enkelspel (v)  | 5e        | 1ste ronde: W van HKG Ling: 11-9, 11-8 2de ronde: W van KOR Jun: 3-11, 11-6, 11-4 kwartfinale: V van CHN Gong: 3-11, 3-11 |
| Cheng Wen-Hsing Chien Yu Chin  | dubbelspel (v) | 9e        | 1ste ronde: W van CAN Nichol/Reid: 15-0, 15-10 2de ronde: V van CHN Zhao/Wei: 15-13, 7-15, 5-15                           |
|                                |                |           | |
| Tsai Chia-Hsin Cheng Wen-Hsing | dubbelspel (g) | 9e        | 1ste ronde: W van RSA Dednam/Uys: 15-3, 15-9 2de ronde: V van CHN Zhang/Gao: 5-15, 2-15                                   |

### Boogschieten
| Olympiër                                     | Discipline      | Resultaat | Prestatie |
| -------------------------------------------- | --------------- | --------- | --- |
| Chen Szu Yuan                                | individueel (m) | 7e        | plaatsingsronde: 10de met 663 punten 1ste ronde: W van LUX Henckels: 136-132 2de ronde: W van BUL Hristov: 170-159 3de ronde: W van RUS Tsyrempilov: 169-161 kwartfinale: V van GBR Godfrey: 108-110                                                                         |
| Liu Ming-huang                               | individueel (m) | 26e       | plaatsingsronde: 11de met 663 punten 1ste ronde: W van NZL Uprichard: 148-145 2de ronde: V van USA Wunderle: 160-164 |
| Wang Cheng-pang                              | individueel (m) | 17e       | plaatsingsronde: 18de met 659 punten 1ste ronde: W van USA Magera: 159-144 2de ronde: V van UKR Roeban: 167-167 (8-9) |
| Chen Szu Yuan Liu Ming-huang Wang Cheng-pang | team (m)        | Zilver    | plaatsingsronde: 2de met 1985 punten 1ste ronde: vrij kwartfinale: W van Australië: 250-247 halve finale W van Verenigde Staten: 250-247 finale: V van Zuid-Korea: 245-251                                                                                                   |
|                                              |                 |           | |
| Chen Li Ju                                   | individueel (v) | 50e       | plaatsingsronde: 45ste met 617 punten 1ste ronde: V van IND Sharma: 133-142 |
| Wu Hui Ju                                    | individueel (v) | 6e        | plaatsingsronde: 10de met 649 punten 1ste ronde: W van TJK Nabieva: 156-142 2de ronde: W van GER Hitzler: 156-156 (9-8) 3de ronde: W van POL Mospinek: 160-151 kwartfinale: V van KOR Lee: 103-104                                                                           |
| Yuan Shu Chi                                 | individueel (v) | 6e        | plaatsingsronde: 6de met 658 punten 1ste ronde: W van UKR Pelekha: 162-158 2de ronde: W van POL Sobieraj: 158-149 3de ronde: W van IND Kumari: 166-148 kwartfinale: W van KOR Yun: 107-105 halve finale: V van KOR Lee: 98-104 bronzen finale: V van GBR Williamson: 104-105 |
| Chen Li Ju Wu Hui Ju Yuan Shu Chi            | team (v)        | Brons     | plaatsingsronde: 3de met 1924 punten 1ste ronde: W van Japan: 240-226 kwartfinale: W van Duitsland: 233-230 halve finale V van China: 226-230 bronzen finale: W van Frankrijk: 242-228                                                                                       |

### Gewichtheffen
| Olympiër          | Discipline | Resultaat | Prestatie                                                        |
| ----------------- | ---------- | --------- | ---------------------------------------------------------------- |
| Wang Shin Yuan    | -56kg (m)  | DNF       | trekken: geen geldige poging                                     |
| Yang Chin Yi      | -56kg (m)  | DNF       | trekken: geen geldige poging                                     |
| Yang Sheng Hsiung | -62kg (m)  | 9e        | trekken: 12de met 120kg stoten: 4de met 160kg totaal: 280kg      |
| Kuo Cheng Wei     | -69kg (m)  | 9e        | trekken: 13de met 132,5kg stoten: 8ste met 165kg totaal: 297,5kg |
|                   |            |           |                                                                  |
| Chen Han Tung     | -48kg (v)  | 6e        | trekken: 8ste met 80kg stoten: 8ste met 102,5kg totaal: 182,5kg  |
| Chen Wei Ling     | -48kg (v)  | 11e       | trekken: 12de met 75kg stoten: 10de met 95kg totaal: 170kg       |
| Huang Shih Chun   | -75kg (v)  | DNF       | trekken: geen geldige poging                                     |

### Honkbal
| Olympiër | Discipline | Resultaat | Prestatie |
| --- | ---------- | --------- | --- |
| Chang Chih-Chia] Chen Wei-Yin Tsao Chin-Hui Huang Chun-Chung Keng Po-Hsuan Lin En-Yu Lin Ying-Chieh Pan Wei-lun Tu Chang-Wei Wang Chien-Ming Yang Chien-Fu Kao Chih-kang Yeh Chun-Chang Chang Tai-Shan Chen Yung-Chi Cheng Chang-Ming Cheng Chao-Hang Hsieh Chia-Shian Huang Chung-Yi Tsai Feng-An Chen Chin-Feng Chen Chih-Yuan Lin Wei-Chu Peng Cheng-Min | mannen     | 5e        | groepsfase: 5de V van Canada: 0-7 W van Australië: 3-0 W van Griekenland: 7-1 V van Cuba: 2-10 V van Italië: 4-5 V van Japan: 3-4 W van Nederland: 5-1 |

| Groepsfase |                |             |             |             |
| #          | Land           | Wedstrijden | Wedstrijden | Wedstrijden |
| #          | Land           | G           | W           | V           |
| 1          | Japan          | 7           | 6           | 1           |
| 2          | Cuba           | 7           | 6           | 1           |
| 3          | Canada         | 7           | 5           | 2           |
| 4          | Australië      | 7           | 4           | 3           |
| 5          | Chinees Taipei | 7           | 3           | 4           |
| 6          | Nederland      | 7           | 2           | 5           |
| 7          | Griekenland    | 7           | 1           | 6           |
| 8          | Italië         | 7           | 1           | 6           |

| Ronde       | Datum  | Plaats         | Land | Score          | Land |
| ----------- | ------ | -------------- | ---- | -------------- | ---- |
| Groepsfase  |        |                |      |                |      |
| 15 augustus | Athene | Chinees Taipei | 0-7  | Canada         |      |
| 16 augustus | Athene | Chinees Taipei | 3-0  | Australië      |      |
| 17 augustus | Athene | Griekenland    | 1-7  | Chinees Taipei |      |
| 18 augustus | Athene | Cuba           | 10-2 | Chinees Taipei |      |
| 20 augustus | Athene | Italië         | 5-4  | Chinees Taipei |      |
| 21 augustus | Athene | Chinees Taipei | 3-4  | Japan          |      |
| 22 augustus | Athene | Chinees Taipei | 5-1  | Nederland      |      |

### Judo
| Olympiër       | Discipline | Resultaat | Prestatie                                            |
| -------------- | ---------- | --------- | ---------------------------------------------------- |
| Shu Yun Liu    | -70kg (m)  | 14e       | 1ste ronde: vrij 2de ronde: V van BEL Jacques: ippon |
| Hsiao Hung Lee | +78kg (m)  | 19e       | 1ste ronde: V van MGL Dolgormaa: yuko                |

### Roeien
| Olympiër        | Discipline | Resultaat | Prestatie |
| --------------- | ---------- | --------- | --- |
| Wang Ming Hui   | skiff (m)  | 25e       | serie 1: 3de in 7.28,16 herkansingen: 3de in 7.09,99 halve finale D/E: 4de in 7.14,79 finale E: 1ste in 7.07,84 |
|                 |            |           | |
| Chiang Chien-ju | skiff (v)  | 17e       | serie 4: 6de in 8.15,86 herkansingen: 3de in 7.48,36 halve finale C/D: 2de in 8.05,71 finale C: 5de in 7.49,13  |

### Schietsport
| Olympiër      | Discipline           | Resultaat | Prestatie                                              |
| ------------- | -------------------- | --------- | ------------------------------------------------------ |
| Chang Yi Ning | 50m pistool (m)      | 30e       | kwalificatie: 30ste met 548 punten (91-90-91-92-91-93) |
| Chang Yi Ning | 10m luchtpistool (m) | 40e       | kwalificatie: 40ste met 569 punten (97-91-97-95-96-93) |
|               |                      |           |                                                        |
| Lin Yi Chun   | dubbeltrap (v)       | 30e       | kwalificatie: 7de met 106 punten (36-33-37)            |

### Softbal
| Olympiër | Discipline | Resultaat | Prestatie |
| --- | ---------- | --------- | --- |
| Lai Sheng Jung Lin Po Jen Lin Su Hua Wu Chia Yen Tung Yun Chi Yang Hui Chun Chang Li Chiu Pan Tzu Hui Wang Hsiao-Ping Wang Ya Fen Yen Show Tzu Chen Feng Yin Chen Miao Yi Huan Hui Wen Li Chiu Ching | vrouwen    | 6e        | groepsfase: 6de V van Canada: 0-2 V van Japan: 0-6 V van Australië: 0-1 W van Griekenland: 2-0 W van Italië: 1-0 V van China: 0-1 V van Verenigde Staten: 0-3 |

| Groepsfase |                  |             |             |             |    |    |     |        |
| #          | Land             | Wedstrijden | Wedstrijden | Wedstrijden |    |    |     | Punten |
| #          | Land             | G           | W           | V           |    |    |     | Punten |
| 1          | Verenigde Staten | 7           | 7           | 0           | 41 | 0  | +41 | 1000   |
| 2          | Australië        | 7           | 6           | 1           | 22 | 14 | +8  | .857   |
| 3          | Japan            | 7           | 4           | 3           | 17 | 8  | +9  | .571   |
| 4          | China            | 7           | 3           | 4           | 15 | 20 | -5  | .429   |
| 5          | Canada           | 7           | 3           | 4           | 6  | 14 | -8  | .429   |
| 6          | Chinees Taipei   | 7           | 2           | 5           | 3  | 13 | -10 | .286   |
| 7          | Griekenland      | 7           | 2           | 5           | 6  | 24 | -18 | .286   |
| 8          | Italië           | 7           | 1           | 6           | 8  | 24 | -16 | .143   |

| Ronde       | Datum  | Plaats         | Land | Score          | Land |
| ----------- | ------ | -------------- | ---- | -------------- | ---- |
| Groepsfase  |        |                |      |                |      |
| 14 augustus | Athene | Chinees Taipei | 0-2  | Canada         |      |
| 15 augustus | Athene | Chinees Taipei | 0-6  | Japan          |      |
| 16 augustus | Athene | Chinees Taipei | 0-1  | Australië      |      |
| 17 augustus | Athene | Chinees Taipei | 2-0  | Griekenland    |      |
| 18 augustus | Athene | Italië         | 0-1  | Chinees Taipei |      |
| 19 augustus | Athene | Chinees Taipei | 0-1  | China          |      |
| 20 augustus | Athene | Chinees Taipei | 0-3  | Australië      |      |

### Taekwondo
| Olympiër          | Discipline | Resultaat | Prestatie |
| ----------------- | ---------- | --------- | --- |
| Chu Mu Yen        | -58kg (m)  | Goud      | voorronde: W van LIB Salem: 15-1 kwartfinale: W van ESP Ramos: 9-1 halve finale: W van EGY Bayoumi: 5-4 finale: W van MEX Salazar: 5-1          |
| Huang Chih Hsiung | -68kg (m)  | Zilver    | voorronde: W van EGY Hussein: 8-1 kwartfinale: W van AUT Cliskan: 10-8 halve finale: W van GUA Sagastume: 7-5 finale: V van IRI Bonehkohal: 3-4 |
|                   |            |           | |
| Chen Shih Hsin    | -49kg (v)  | Goud      | voorronde: W van NEP Baidya: 4-0 kwartfinale: W van COL Romeo: 1-0 halve finale: W van CAN Gonda: 3-2 finale: W van CUB Diaz: 5-4               |
| Chi Shu-ju        | -57kg (v)  | 5e        | voorronde: W van EGY Essawy: 8-0 kwartfinale: V van THA Sukkhongdumnoen: 1-2                                                                    |

### Tafeltennis
| Olympiër                          | Discipline      | Resultaat | Prestatie |
| --------------------------------- | --------------- | --------- | --- |
| Chiang Peng-lung                  | enkelspel (m)   | 9e        | 1ste ronde: vrij 2de ronde: vrij 3de ronde: W van ROU Crişan: 4-1 (11-9, 11-5, 12-10, 2-11, 11-8) 4de ronde: V van KOR Ryu: 3-4 (6-11, 6-11, 11-7, 11-8, 3-11, 11-6, 4-11)                                                                            |
| Chuang Chih-yuan                  | enkelspel (m)   | 5e        | 1ste ronde: vrij 2de ronde: vrij 3de ronde: W van SWE Karlsson: 4-2 (16-18, 11-6, 8-11, 11-7, 11-3, 11-8) 4de ronde: W van KOR Oh: 4-2 (12-10, 12-10, 6-11, 12-10, 9-11, 11-5) kwartfinale: V van CHN Wang: 2-4 (11-5, 10-12, 11-9, 4-11, 6-11, 7-11) |
| Chiang Peng-lung Chuang Chih-yuan | dubbelspel (m)  | 9e        | 1ste ronde: vrij 2de ronde: W van USA Hazinkski/Lupulesku: 4-1 (14-12, 8-11, 13-11, 16-14, 11-9) 3de ronde: V van POL Blaszczyk/Ktzeszewski: 2-4 (11-7, 10-12, 11-8, 7-11, 7-11, 11-5)                                                                |
|                                   |                 |           | |
| Huang I-Hua                       | enkelspel (v)   | 33e       | 1ste ronde: W van ALG Boucetta: 4-0 (11-8, 11-3, 11-4, 11-8) 2de ronde: V van ITA Ton-Monfardini: 2-4 (2-11, 11-9, 9-11, 11-9, 11-13, 7-11) |
| Huang I-hua Lu Yun-feng           | dubbelspel (v)) | 9e        | 1ste ronde: vrij 2de ronde: W van TUN Kahia/Guenni: 4-0 (11-4, 11-4, 11-6, 11-4) 3de ronde: W van BLR Logatzkaya/Pavlovitsj: 4-3 (10-12, 10-12, 11-7, 7-11, 14-12, 11-9, 11-7) 4de ronde: V van CHN Guo/Niu: 0-4 (9-11, 4-11, 6-11, 2-11)             |

### Tennis
| Olympiër    | Discipline    | Resultaat | Prestatie                                |
| ----------- | ------------- | --------- | ---------------------------------------- |
| Lu Yen-Hsun | enkelspel (m) | 33e       | 1ste ronde: V van FIN Nieminen: 3-6, 3-6 |

### Wielersport
| Olympiër      | Discipline  | Resultaat | Prestatie |
| Baan          | Baan        | Baan      | Baan      |
| ------------- | ----------- | --------- | --------- |
| Lin Chih Hsun | tijdrit (m) | 16e       | 1.06,240  |

### Zwemmen
| Olympiër       | Discipline           | Resultaat | Prestatie                |
| -------------- | -------------------- | --------- | ------------------------ |
| Wang Shao An   | 50m vrije slag (m)   | 48e       | serie 6: 7de in 23,54    |
| Wang Wei Wen   | 100m vrije slag (m)  | 54e       | serie 3: 7de in 52,58    |
| Chen Te-tung   | 200m vrije slag (m)  | 47e       | serie 3: 6de in 1.54,14  |
| Chen Te-tung   | 400m vrije slag (m)  | 40e       | serie 1: 2de in 4.03,71  |
| Chen Cho Yi    | 100m schoolslag (m)  | 35e       | serie 3: 2de in 1.03,94  |
| Wang Wei Win   | 200m schoolslag (m)  | 42e       | serie 1: 3de in 2.20,65  |
| Yeh Tzu-Cheng  | 200m vlinderslag (m) | 36e       | serie 2: 8ste in 2.06,41 |
| Wu Nien-Pin    | 200m wisselslag (m)  | 44e       | serie 2: 6de in 2.08,72  |
| Lin Yu-An      | 400m wisselslag (m)  | 35e       | serie 1: 3de in 4.41,76  |
|                |                      |           |                          |
| Nieh Pin Chieh | 50m vrije slag (v)   | 41e       | serie 5: 4de in 24,09    |
| Sung Yi Chieh  | 100m vrije slag (v)  | 44e       | serie 2: 5de in 59,18    |
| Yang Chin-Kuei | 200m vrije slag (v)  | 36e       | serie 1: 2de in 2.05,65  |
| Fu Hsiao Han   | 100m rugslag (v)     | 37e       | serie 2: 5de in 1.06,62  |
| Lin Man Hsu    | 200m rugslag (v)     | 24e       | serie 2: 4de in 2.17,68  |
| Cheng Wan Jung | 100m vlinderslag (v) | 34e       | serie 1: 2de in 1.02,94  |
| Cheng Wan Jung | 200m vlinderslag (v) | 25e       | serie 1: 2de in 2.16,25  |
| Chen Te-tung   | 200m wisselslag (v)  | 20e       | serie 2: 7de in 2.18,86  |
| Chen Te-tung   | 400m wisselslag (v)  | 20e       | serie 4: 8ste in 4.52,22 |

Afghanistan · Albanië · Algerije · Amerikaanse Maagdeneilanden · Amerikaans-Samoa · Andorra · Angola · Antigua en Barbuda · Argentinië · Armenië · Aruba · Australië · Azerbeidzjan · Bahama's · Bahrein · Bangladesh · Barbados · België · Belize · Benin · Bermuda · Bhutan · Bolivia · Bosnië en Herzegovina · Botswana · Brazilië · Britse Maagdeneilanden · Brunei · Bulgarije · Burkina Faso · Burundi · Cambodja · Canada · Centraal-Afrikaanse Republiek · Chili · China · Chinees Taipei · Colombia · Comoren · Congo-Brazzaville · Congo-Kinshasa · Cookeilanden · Costa Rica · Cuba · Cyprus · Denemarken · Djibouti · Dominica · Dominicaanse Republiek · Duitsland · Ecuador · Egypte · El Salvador · Equatoriaal-Guinea · Eritrea · Estland · Ethiopië · Fiji · Filipijnen · Finland · Frankrijk · Gabon · Gambia · Georgië · Ghana · Grenada · Griekenland · Groot-Brittannië · Guam · Guatemala · Guinee · Guinee‑Bissau · Guyana · Haïti · Honduras · Hongarije · Hongkong · Ierland · IJsland · India · Indonesië · Irak · Iran · Israël · Italië · Ivoorkust · Jamaica · Japan · Jemen · Jordanië · Kaaimaneilanden · Kaapverdië · Kameroen · Kazachstan · Kenia · Kirgizië · Kiribati · Koeweit · Kroatië · Laos · Lesotho · Letland · Libanon · Liberia · Libië · Liechtenstein · Litouwen · Luxemburg · Macedonië · Madagaskar · Malawi · Malediven · Maleisië · Mali · Malta · Marokko · Mauritanië · Mauritius · Mexico · Micronesië · Moldavië · Monaco · Mongolië · Mozambique · Myanmar · Namibië · Nauru · Nederland · Nederlandse Antillen · Nepal · Nicaragua · Nieuw-Zeeland · Niger · Nigeria · Noord-Korea · Noorwegen · Oeganda · Oekraïne · Oezbekistan · Oman · Oostenrijk · Oost‑Timor · Pakistan · Palau · Palestina · Panama · Papoea-Nieuw-Guinea · Paraguay · Peru · Polen · Portugal · Puerto Rico · Qatar · Roemenië · Rusland · Rwanda · Saint Kitts en Nevis · Saint Lucia · Saint Vincent en Grenadines · Salomonseilanden · Samoa · San Marino · Sao Tomé en Principe · Saoedi-Arabië · Senegal · Servië en Montenegro · Seychellen · Sierra Leone · Singapore · Slovenië · Slowakije · Soedan · Somalië · Spanje · Sri Lanka · Suriname · Swaziland · Syrië · Tadzjikistan · Tanzania · Thailand · Togo · Tonga · Trinidad en Tobago · Tsjaad · Tsjechië · Tunesië · Turkije · Turkmenistan · Uruguay · Vanuatu · Venezuela · Verenigde Arabische Emiraten · Verenigde Staten · Vietnam · Wit-Rusland · Zambia · Zimbabwe · Zuid-Afrika · Zuid-Korea · Zweden · Zwitserland